# (10327) Batens
(10327) Batens – planetoida z grupy pasa głównego asteroid okrążająca Słońce w ciągu 3,58 lat w średniej odległości 2,34 j.a. Odkrył ją Eric Walter Elst 21 listopada 1990 roku w Obserwatorium La Silla. Nazwa planetoidy pochodzi od Diderika Batensa (ur. 1944) – pracownika wydziału filozofii na Uniwersytecie w Gandawie.